# 大衛·漢森
大衛·海尼梅爾·漢森（丹麥語：David Heinemeier Hansson，網路代號DHH，1979年10月15日—），生於丹麥哥本哈根，程式員、作家、賽車手與企業家，為Ruby on Rails與Instiki的最初作者。

## 生平
1990年，大衛·漢森在丹麥建立了一個線上遊戲新聞網站Daily Rush。一直營運到2001年。
他用PHP進行編碼的網站作品，獲得Jason Fried的注意後，他被雇用來開發一個以網頁為基礎的项目管理工具。這後來成為37signals公司的產品Basecamp，這是一個軟體即服務的產品。
為了加快開發速度，大衛·漢森用Ruby開發了一個Web应用框架。在2004年，大衛·漢森把這個Web應用框架，從Basecamp這個專案中分離出來，以開放原始碼方式釋出，成為Ruby on Rails。
在哥本哈根商学院取得計算機科學與企業管理的學士學位後，大衛·漢森在2005年11月由丹麥搬到美國伊利諾州的芝加哥市。